# Panzergrenadierbrigade 13
Die Panzergrenadierbrigade 13 (PzGrenBrig 13) war ein Großverband des deutschen Heeres mit Sitz des Stabes zuletzt in der Spilburg-Kaserne in Wetzlar.

## Geschichte

### Vorgeschichte als Kampfgruppe in der Heeresstruktur 1
Zur Einnahme der Heeresstruktur 1 wurde zum 1. August 1956 die Panzerkampfgruppe B 5 mit Standort des Stabes auf dem Truppenübungsplatz Grafenwöhr bei Grafenwöhr neu aufgestellt. Die Panzerkampfgruppe B 5 unterstand der 5. Panzerdivision. Die Kampfgruppe B 5 gliederte sich im August 1956 in folgende Truppenteile:
- Kampfgruppenstab Panzerkampfgruppe B 5, Grafenwöhr[2]
  -  Panzergrenadierbataillon 15[2] Grafenwöhr[1]
  -  Panzerbataillon 15[2], Grafenwöhr[1]

Im März 1957 verlegte der Stab der Kampfgruppe B 5 von Grafenwöhr in die Spilburg-Kaserne nach Wetzlar. Das Panzergrenadierbataillon 15 und das Panzerbataillon 15 verlegten 1957 in die Nachrichten-Kaserne in Wetzlar.

### Heeresstruktur 2
Zur Einnahme der Heeresstruktur 2 wurde die Panzerkampfgruppe B 5 1959 in die Panzergrenadierbrigade 13 umgegliedert. Ende 1959 bestand die Panzergrenadierbrigade 13 aus:
- Stabskompanie
- Panzerpionierkompanie 130 (Aufstellung 1. November 1959 aus Teilen Panzerpionierbataillon 5)
- Panzerjägerkompanie 130 (Aufstellung 1. April 1959 aus 3. / Panzerjagerbataillon 5)
- Panzergrenadierbataillon 131 (Aufstellung 1. April 1959 aus den Grenadierbataillonen 2 in Marburg und 351 in Hammelburg)
- Panzergrenadierbataillon 132
- Panzergrenadierbataillon 133 (früher Panzergrenadierbataillon 15)
- Panzerbataillon 134 (aus Teilen des Panzerbataillons 15)
- Feldartilleriebataillon 135 (ehemals III. / Artillerieregiment 5, ab 6. November 1956 in Grafenwöhr)
- Versorgungsbataillon 136 (Aufstellung 14. Februar 1959 aus Teilen des Quartiermeisterbataillons 5)

Die Panzergrenadierbrigade 13 wurde der 5. Panzerdivision in Diez als deren „erste“ Brigade unterstellt. Höhepunkt in der Geschichte der Brigade war die Truppenparade vor dem französischen Staatspräsidenten de Gaulle und Bundeskanzler Adenauer im Juni 1962 in Mourmelon in Frankreich.

### Heeresstruktur 3
Im Herbst 1972 erfolgte eine weitere Umgliederung. Das Versorgungsbataillon 136 schied aus der Brigade aus und wurde das Versorgungsbataillon der 5. Panzerdivision. Seine 3. und 4. Kompanie verblieben als selbständige Einheiten unter der Bezeichnung Instandsetzungskompanie 130 und Nachschubkompanie 130 in der Brigade.
Der frühere Bundesverteidigungsminister Georg Leber besuchte 1972 als ersten Großverband des Heeres die Brigade und wurde 1978 mit einer Truppenparade der Panzergrenadierbrigade 13 vom Heer verabschiedet.

### Heeresstruktur 4
In der Heeresstruktur 4 wurde das Panzergrenadierbataillon 131 in Panzergrenadierbataillon 132 umbenannt. Das alte Panzergrenadierbataillon 132 in Schwarzenborn wurde dazu unter der neuen Bezeichnung Panzergrenadierbataillon 152 der Panzerbrigade 15 unterstellt. Das Panzergrenadierbataillon 131 wurde am 1. Oktober 1981 neu aufgestellt. Dieses Bataillon war ein gemischtes Bataillon aus der Panzertruppe und Panzergrenadieren. Außerdem war dieses Bataillon im Frieden nur teilaktiv, d. h. gekadert. Die Brigade umfasste im Herbst 1989 in der Friedensgliederung etwa 3150 Soldaten. Die geplante Aufwuchsstärke im Verteidigungsfall betrug rund 3550 Soldaten. Zum Aufwuchs war die Einberufung von Reservisten und die Mobilmachung von nicht aktiven Truppenteilen vorgesehen. Zum Ende der Heeresstruktur 4 im Herbst 1989 war die Brigade weiter Teil der 5. Panzerdivision und gliederte sich grob in folgende Truppenteile:
- Stab/Stabskompanie Panzergrenadierbrigade 13, Wetzlar
  -  Panzerjägerkompanie 130, Sontra
  -  Panzerpionierkompanie 130, Wetzlar
  -  Nachschubkompanie 130, Wetzlar
  -  Instandsetzungskompanie 130, Wetzlar
  -  Panzergrenadierbataillon 131 (teilaktiv), Wetzlar
  -  Panzergrenadierbataillon 132, Wetzlar
  -  Panzergrenadierbataillon 133, Wetzlar
  -  Panzerbataillon 134 (teilaktiv), Wetzlar
  -  Panzerartilleriebataillon 135, Wetzlar

### Auflösung
Die Panzergrenadierbrigade 13 wurde 1994 aufgelöst.

## Kommandeure
Die Kommandeure der Panzergrenadierbrigade 13 waren (Dienstgrad bei Kommandoübernahme):
| Nr. | Name                            | Beginn der Berufung | Ende der Berufung  |
| --- | ------------------------------- | ------------------- | ------------------ |
| 12. | Brigadegeneral Heinrich Holl    | 1. April 1989       | 30. September 1993 |
| 11. | Brigadegeneral Rainer Thiel     | 27. September 1984  | 31. März 1989      |
| 10. | Brigadegeneral Rolf Hüttel      | 28. September 1982  | 26. September 1984 |
| 09. | Oberst Ernst Klaffus            | 28. März 1980       | 28. September 1982 |
| 08. | Oberst Kurt Graf von Schweinitz | 1. Oktober 1978     | 28. März 1980      |
| 07. | Oberst Lutz Moek                | 1. Oktober 1977     | 30. September 1978 |
| 06. | Brigadegeneral Horst Scheibert  | 1. Oktober 1970     | 30. September 1977 |
| 05. | Oberst Hans-Joachim Danckworth  | 17. März 1967       | 30. September 1970 |
| 04. | Brigadegeneral Hasso Viebig     | 1. Oktober 1966     | 16. März 1967      |
| 03. | Oberst Wendt von Sierakowski    | 1. Oktober 1962     | 30. September 1966 |
| 02. | Brigadegeneral Paul Jordan      | 15. August 1959     | 1. Oktober 1962    |
| 01. | Oberst Gerd Ruge                | 1. September 1956   | 15. August 1959    |

## Verbandsabzeichen

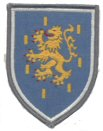
Gewebtes Verbandsabzeichen für den Dienstanzug

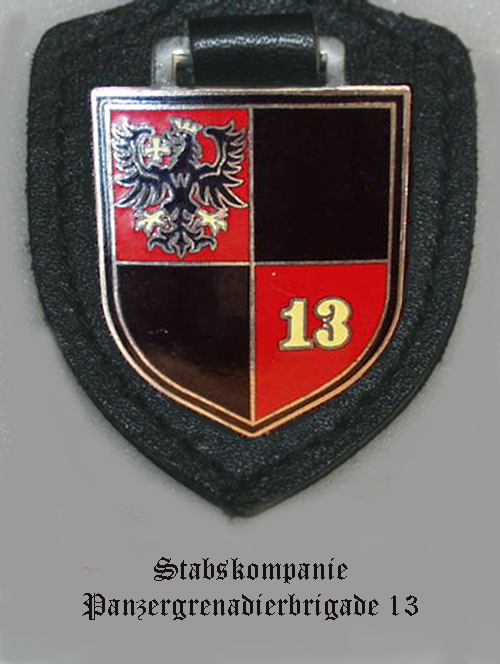
Internes Verbandsabzeichen des Stabes/Stabskompanie

Die Blasonierung des Verbandsabzeichens für den  Dienstanzug der Angehörigen der Panzergrenadierbrigade 13 lautete:
 Silbern bordiert, im blauen, mit goldenen Schindeln bestreuten Schild ein goldener rotbewehrter und rotgezungter Löwe.
Das Verbandsabzeichen ähnelte dem Wappen des Hauses Nassau. In oder zumindest unweit des Gebiets der ehemaligen Provinz Hessen-Nassau waren die Truppenteile der Division disloziert. Die Verbandsabzeichen der Division und der unterstellten Brigaden waren bis auf die Borde identisch. In der Tradition der Preußischen Farbfolge erhielt das Verbandsabzeichen der Panzergrenadierbrigade 13 als „erste“ Brigade der Division einen weißen Bord.
Da sich die Verbandsabzeichen der Brigaden der Division nur geringfügig unterschieden, wurde stattdessen gelegentlich auch das interne Verbandsabzeichen des Stabes bzw. der Stabskompanie pars pro toto als „Abzeichen“ der Brigade genutzt. Es zeigte neben einer 13 einen gekrönten Adler ähnlich wie im Wappen der Stadt Wetzlar. Die schwarz-rote Tingierung des Wappens entsprach ebenfalls der Farbgebung des Stadtwappens.